# Jänhönen
Jänhönen är en sjö i kommunen S:t Michel i landskapet Södra Savolax i Finland. Arean är 40 hektar och strandlinjen är 4,12 kilometer lång. Sjön  ingår i Vuoksens huvudavrinningsområde.   Den ligger omkring 31 kilometer söder om S:t Michel och omkring 190 kilometer nordöst om Helsingfors. 